# Hjalmar Berg
Jakob Hjalmar Berg, född 27 april 1859 och död 3 augusti 1953, var en pedagog, son till pedagogen Anders Berg och bror till Fridtjuv Berg.
Berg var lärare vid Finspångs folkskola 1878-81, vid Stockholms folkskolor 1881–1914, och var slöjdinspektor där 1897-1914. Han var även sakkunnig hos Läroverks- och Folkskoleöverstyrelserna angående undervisning i manlig slöjd 1914–1917, extra ledamot av Skolöverstyrelsen 1917–1918, undervisningsråd 1919–1926, föreståndare för Svenska skolmuseet från 1908. Berg vara även anordnare av svenska skolutställningar vid utställningarna i Paris 1900, S:t Louis 1904, Malmö 1914 med flera platser. Han var verksam för omläggningen av teckningsundervisningen i mera praktiskt riktning, och hans läroböcker i naturkunnighet för folkskolan fick stor spridning och utgavs i en mängd upplagor.

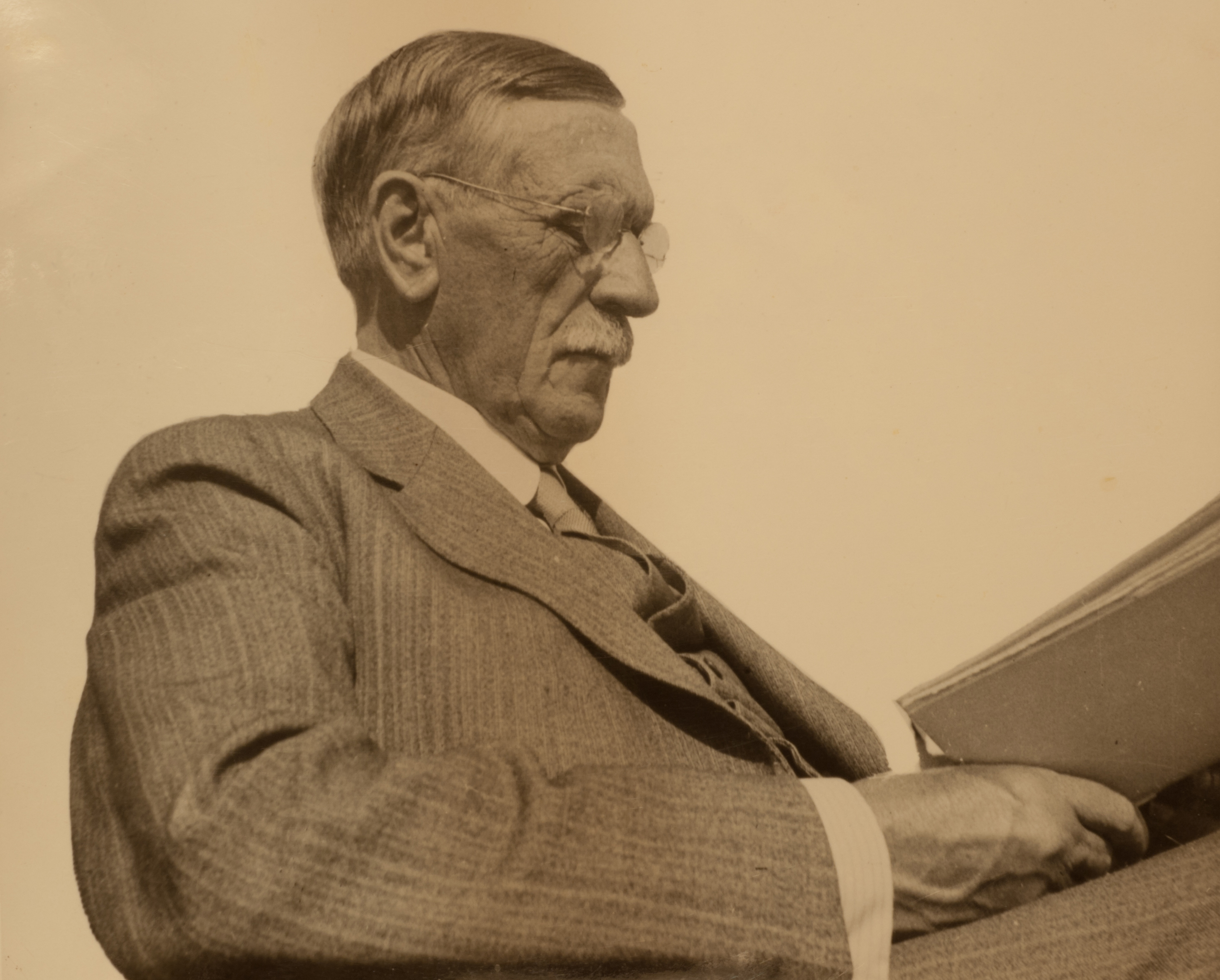
Hjalmar Berg (1859-1953), pedagog, skolinspektör i slöjd